# Брустурі (Селаж)
Брустурі (рум. Brusturi) — село у повіті Селаж в Румунії. Входить до складу комуни Кряка.
Село розташоване на відстані 375 км на північний захід від Бухареста, 13 км на схід від Залеу, 51 км на північний захід від Клуж-Напоки.

## Населення
За даними перепису населення 2002 року у селі проживали 192 особи, з них 191 особа (99,5%) румунів. Рідною мовою 191 особа (99,5%) назвала румунську.